# 德裔澳大利亞人

澳大利亞各地具德國血統居民的百分比（2011年）

德裔澳大利亞人，是德國裔澳大利亞人的統稱。德裔族群是澳大利亞第五大的歐洲裔族群，據2011年澳大利亞人口普查，共898,700人（當中108,000人在德國出生），佔整體人口的4.5%，排名在英格蘭、愛爾蘭、蘇格蘭及意大利之後。

## 移民歷史
德國人自17世紀已經開始到達澳大利亞。從1850年至第二次世界大戰前，德裔拓荒者及其後裔更加是英國或愛爾蘭裔以外最大的歐洲裔族群。在第一及第二次世界大戰期間，德國裔澳大利亞人被標籤為「內在的敵人」（enemy within），部分被囚禁起來或驅逐出境。德語學校紛紛關閉，以德語命名的地區亦需要易名，部分德裔人士為了逃避迫害，甚至更換其姓氏至接近英語或法語的拼法。

## 知名澳大利亞德國人
- 艾瑞克·巴納，電影演員
- 布仁立，前澳洲首席大法官及香港終審法院非常任法官
- 谢恩·沃恩，板球运动员
- 克里斯·沃森，第3任澳洲總理
- 杰茜卡·席佩尔，游泳运动员
- 梅拉妮·施伦格，游泳运动员